# (166) Ròdope
(166) Ròdope és un asteroide que forma part del cinturó d'asteroides i va ser descobert per Christian Heinrich Friedrich Peters des de l'observatori Litchfield de Clinton, als Estats Units d'Amèrica, el 15 d'agost de 1876.
Està anomenat així per Ródope, un personatge de la mitologia grega.
Rhodope orbita a una distància mitjana del Sol de 2,687 ua, i pot apropar-se fins a 2,121 ua. La seva excentricitat és 0,2108 i la inclinació orbital 12,03°. Fa una òrbita completa al Sol als 1.609 dies.